# Bernd Wolfinger
Bernd Emil Wolfinger (* 5. Februar 1951 in Pforzheim) ist ein deutscher Informatiker und Hochschullehrer.

## Leben
Bernd Wolfinger studierte Mathematik von 1970 bis 1975 an der Universität Karlsruhe (TH) und an der Universität Claude Bernard. 1979 wurde er in Karlsruhe zum Dr. rer. nat. in Informatik promoviert. 
Von 1975 bis 1980 war Wolfinger wissenschaftlicher Assistent am Kernforschungszentrum Karlsruhe. 1981 wurde er nach einer kurzen Tätigkeit als Hochschulassistent an der Fakultät für Informatik in Karlsruhe Professor für Informatik an der Universität Hamburg. Er legte Forschungssemester ab am Thomas J. Watson Research Center im Jahr 1985, am International Computer Science Institute 1991/1996 und an der Université Pierre et Marie Curie 2001/2006. 
Er ist Mitglied der New York Academy of Sciences, ACM, IEEE und der Gesellschaft für Informatik. 1995 wurde er mit dem International Cultural Diploma of Honour ausgezeichnet.

## Verweise
- Bernd E. Wolfinger auf Prabook
- Bernd E. Wolfinger auf Researchgate
- Bernd E. Wolfinger auf Uni-Hamburg

| Personendaten    | Personendaten                              |
| ---------------- | ------------------------------------------ |
| NAME             | Wolfinger, Bernd                           |
| ALTERNATIVNAMEN  | Wolfinger, Bernd Emil (vollständiger Name) |
| KURZBESCHREIBUNG | deutscher Informatiker und Professor       |
| GEBURTSDATUM     | 5. Februar 1951                            |
| GEBURTSORT       | Pforzheim                                  |